# Xestia amydra
Xestia amydra är en fjärilsart som beskrevs av Charles Boursin 1948. Xestia amydra ingår i släktet Xestia och familjen nattflyn. Inga underarter finns listade i Catalogue of Life.